# Gmina Värnamo
Gmina Värnamo (szw. Värnamo kommun) – gmina w Szwecji, w regionie Jönköping, siedzibą jej władz jest Värnamo.
Pod względem zaludnienia Värnamo jest 72. gminą w Szwecji. Zamieszkuje ją 32 464 osób, z czego 50,56% to kobiety (16 413) i 49,44% to mężczyźni (16 051). W gminie zameldowanych jest 1492 cudzoziemców. Na każdy kilometr kwadratowy przypada 26,59 mieszkańca. Pod względem wielkości gmina zajmuje 79. miejsce.